# Loïc Baal
Loïc Baal (28 gennaio 1992) è un calciatore francese di origini guianesi, centrocampista del Mondorf.

## Carriera

### Club
Comincia a giocare al Nancy 2. Nel 2012 si trasferisce al Le Mans, ma viene impiegato prevalentemente con la seconda squadra. Nel 2013 passa al Mulhouse. Nel 2014 viene acquistato dal Belfort.

### Nazionale
Ha debuttato in Nazionale il 25 marzo 2015, in Guyana francese-Honduras (3-1). Ha messo a segno la sua prima rete con la maglia della Nazionale il 23 giugno 2017, in Giamaica-Guyana francese (1-1, 4-2 dopo calci di rigore), in cui ha siglato la rete del momentaneo 0-1. Nel 2017 viene inserito nella lista dei convocati per la Gold Cup 2017.

## Palmarès
- Championnat National 2: 1

Créteil-Lusitanos: 2018-2019 (gruppo D)